# Deep Silent Complete
Singles de Nightwish
Sleeping Sun
(1999) Over the Hills and Far Away
(2001)
Deep Silent Complete est un single extrait de l'album Wishmaster du groupe finlandais Nightwish. Il est sorti en 2000 uniquement en Finlande. C'est le seul extrait de l'album Wishmaster, The Kinslayer ayant été distribué sous forme d'un single promotionnel.
Il n'y a pas eu de clip pour cette chanson.